# Centris torquata
Centris torquata är en biart som beskrevs av Jesus Santiago Moure och Antero Frederico de Seabra 1962. Centris torquata ingår i släktet Centris och familjen långtungebin. Inga underarter finns listade.